# Gelbhaubenkakadu
Der Gelbhaubenkakadu (Cacatua galerita) ist ein Papagei aus der Familie der Kakadus.

## Vorkommen
Gelbhaubenkakadus kommen im nördlichen, östlichen und Südosten Australiens und Tasmanien sowie den Palau-Inseln, auf einigen Inseln der südlichen Molukken sowie in Indonesien vor. Die Art wurde außerdem im Südwesten Australiens und Neuseeland eingebürgert. Ihr Verbreitungsschwerpunkt liegt im Südosten Australiens. Dort sind Gelbhaubenkakadus sehr zahlreich und auch in Städten wie Sydney und Canberra sehr häufig anzutreffen. Der Gelbhaubenkakadu besiedelt damit selbst ohne Berücksichtigung der Regionen, in der er angesiedelt wurde, ein extrem großes Verbreitungsgebiet. Es hat eine Nord-Süd-Ausdehnung von etwa 5.000 Kilometer und einer Ost-West-Ausdehnung von ca. 4.000 Kilometer und umfasst Landschaftszonen der gemäßigten, subtropischen und tropischen Klimazonen. Ein vergleichbar großes Verbreitungsgebiet haben nur sehr wenige andere Papageienarten.
Gelbhaubenkakadus sind ansprechende Vögel, die weltweit als Volierenvogel gehalten werden.

## Erscheinungsbild
Gelbhaubenkakadus erreichen eine Körperlänge von 50 Zentimeter. Sie wiegen zwischen 720 und 1020 Gramm. Es handelt sich damit um mittelgroße Kakadus. Auffällig sind ihre breiten, gerundeten Flügel und der kräftige grauschwarze Schnabel. Es besteht kein Geschlechtsdimorphismus. Männchen haben tendenziell ein geringfügiges höheres Gewicht. Die Augenfarbe bei den Weibchen ist häufig ein rötliches braun, während bei Männchen die Iris dunkelbraun bis fast schwarz ist.
Die Grundfarbe des Gefieders ist weiß. Die Haubenfedern sind gelb, schmal und nach vorne gebogen. Sie werden von der Stirn her durch verlängerte weiße Stirnfedern begrenzt. Die Ohrdecken sowie die Basis der Wangen und die Kehlfedern blassgelb. Sowohl die Innenfahnen der Schwungfedern als auch die Steuerfedern sind blassgelb überhaucht.
Gelbhaubenkakadus fliegen mit schnellen und flachen Flügelschlägen. Der Flug ist immer wieder von kurzen Gleitphasen unterbrochen. Bei dem Wechsel zwischen den Nahrungsgründen und ihren Schlafbäumen ziehen sie in beträchtlicher Höhe. Sie gleiten dann in weit ausholenden Kreisen auf Baumhöhe herab und lassen sich dann in den Baumkronen nieder. Während des Fluges rufen sie laut. Der Kontaktruf ist ein raues, lautes Kreischen. Nestlinge und Jungvögel geben keuchende Futterbettellaute von sich.

## Lebensraum

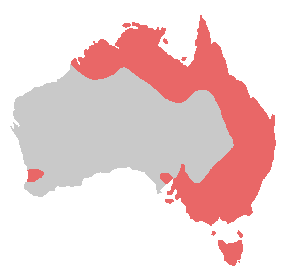
Verbreitung in Australien

Gelbhaubenkakadus sind anpassungsfähige Vögel, die in einer Vielzahl von Vegetationsregionen vorkommen. Sie bevorzugen in semiariden Regionen Lebensräume entlang baumbestandener Wasserläufe. Sie kommen aber auch in einer Vielzahl anderer baumbestandener Landschaften vor und besiedeln auch tropische und subtropische Regenwälder, Galeriewälder, Mangroven sowie winterfeuchte Hartlaubwälder. In zusammenhängenden Wäldern ist ihre Populationszahl gering. In Wäldern mit Rodungsflächen und Lichtungen sind sie jedoch in der Regel zahlreich präsent. Sie kommen auch auf Weide- und Ackerland vor, das spärlich mit Eukalyptus-, Allocasuarina- und Callitris-Bäumen bestanden ist. Sie haben sich urbane Lebensräume sehr gut erschlossen und sind beispielsweise im Stadtgebiet von Sydney und Canberra sehr häufig. Sie nutzen dort Golf- und Sportplätze sowie Gärten und Parks. Offenes, baumloses Tief- und Weideland wird dagegen von dieser Kakaduart gemieden.
Ihre Höhenverbreitung übersteigt im Norden die 1000-Meter-Grenze nicht. In New South Wales können sie in den Southern Highlands bis in eine Höhe von 1.300 Meter über NN angetroffen werden. Im Süden meiden sie Regionen mit einer Höhenlage von mehr als 600 Meter über NN.
Verpaarte Gelbhaubenkakadus sind nach heutigen Erkenntnissen in einem Territorium rund um ihren Brutbaum sesshaft. Noch nicht geschlechtsreife Jungvögel sowie wenige nichtbrütende Paare ziehen dagegen ungerichtet nomadisierend umher und erschließen sich dabei auch neue Nahrungsgründe oder geeignete Lebensräume. Bei den verpaarten Gelbhaubenkakadus gibt es allerdings Hinweise auf eine vertikale Wanderung. In großer Höhe brütende Gelbhaubenkakadus ziehen in niedrigere Lagen. Solche begrenzten vertikale Wanderungen sind unter anderem für die Southern Highlands in New South Wales belegt, wo nur wenige isolierte Paare im Winter im Brutgebiet bleiben und sich der größte Teil der Population zu Beginn des Winters in Regionen unterhalb von 1100 Meter zurückzieht.

## Nahrung
Gelbhaubenkakadus finden ihre Nahrung überwiegend am Boden. Sie besteht vorwiegend aus Beeren, Nüssen, Samen, Wurzeln und Früchten sowie Kräutern, Raupen, Heuschreckeneiern, holzbewohnenden Insekten und Larven. Auf landwirtschaftlichen Flächen können Gelbhaubenkakadus beträchtliche Schäden anrichten. Sie graben unter anderem frisch gesäte oder aufkeimende Saat aus und fressen reifende Kulturpflanzen. Ähnlich wie Rosakakadus öffnen sie auch Getreidesäcke. Sie plündern Maisfelder. Mais wird lange vor der Reifezeit von ihnen bevorzugt gefressen, so dass Landwirte auch durch ein zügiges Ernten reifer Pflanzen hier keine Vorbeuge treffen können. Sie fressen allerdings auch Samen einer Reihe von Pflanzen, die in der Landwirtschaft als Unkraut gelten.
Auch im städtischen Umfeld, insbesondere in der Abfallwirtschaft, ist das Nahrungsangebot riesig.

## Soziales Lernen
Die intelligenten Vögel haben es gelernt, durch einen Trick, der ein komplexes Zusammenspiel von Schnabel und Krallen erfordert, die Mülltonnen in den menschlichen Siedlungen zu öffnen. Das hierzu notwendige Bewegungsmuster der Tiere war zunächst in drei Vorstädten des Großraums Sydney beobachtet worden, verbreitete sich aber mit der Zeit durch soziales Lernen auf 41 weitere Vorstädte in der Region.

## Verhalten

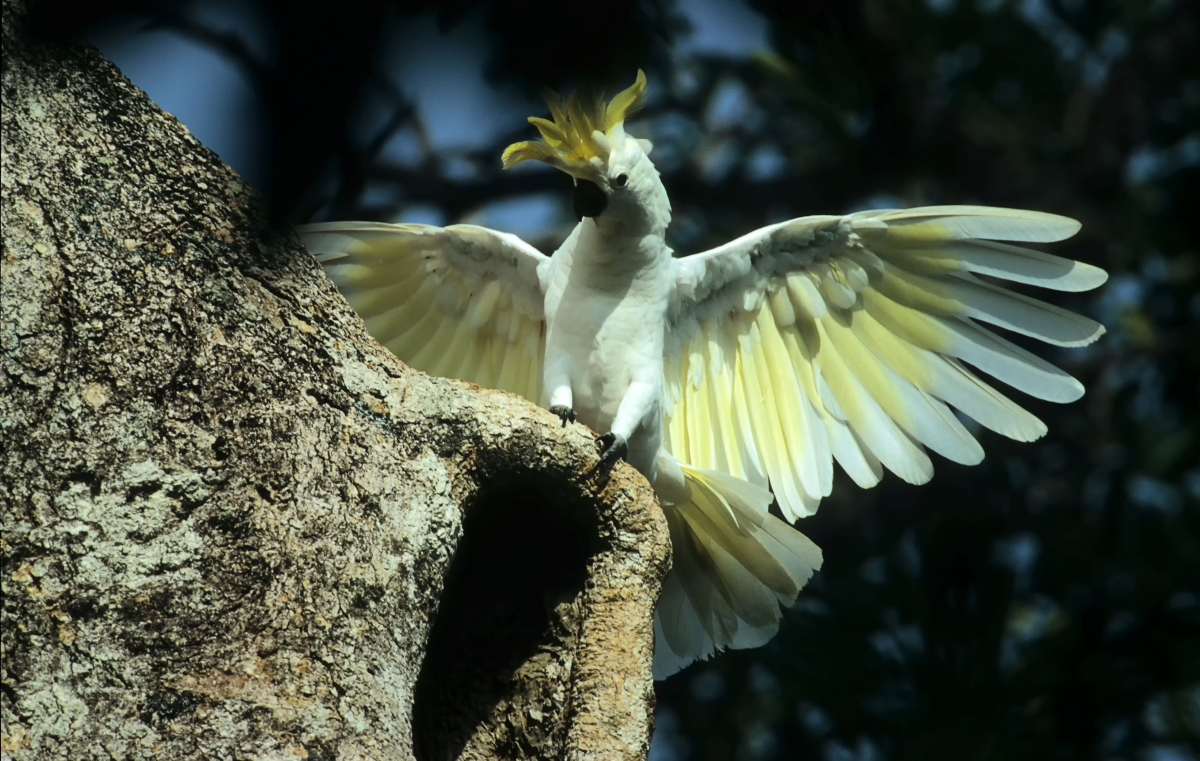
Gescheiterte Wiedereroberung des Nestes

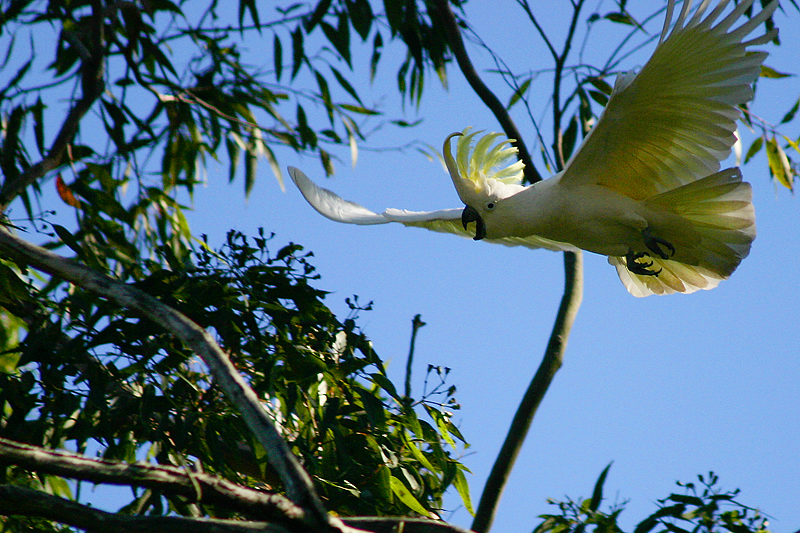
Fliegender Gelbhaubenkakadu

Gelbhaubenkakadus sind lärmende und auffallende Vögel. Sie bilden außerhalb der Fortpflanzungszeit Schwärme, die aus einigen hundert Exemplaren bestehen können. Solche Schwärme sind sehr wachsam und verfügen über ein Warnsystem, bei dem mehrere Kakadus in den Bäumen verbleiben, während der Rest des Schwarmes auf dem Boden nach Nahrung sucht. Fühlen sich die „Wächter“ beunruhigt, fliegen sie laut kreischend auf. Der auf dem Boden fressende Schwarm schließt sich diesem Fluchtverhalten an. Es ist aus diesem Grund schwierig, sich Gelbhaubenkakadus zu nähern. Gelegentlich gesellen sich auch Rosakakadus zu diesen Schwärmen. Rosakakadus verfügen über kein solches Wächtersystem und profitieren von der Aufmerksamkeit der Gelbhaubenkakadus. Außerhalb der Fortpflanzungszeit halten sich Gelbhaubenkakadus überwiegend paarweise oder in kleinen Familienverbänden auf.
Gelbhaubenkakadus zeigen eine enge Bindung an ihre Schlafbäume. Diese werden über eine lange Zeit genutzt, auch wenn dies zur Folge hat, dass sie große Strecken zum Erreichen ihrer Nahrungsgründe zurücklegen müssen. Im Iron Range National Park östlich der Cape York Peninsula ist ein Baum bekannt, der seit 1990 jedes Jahr in den Monaten November und Dezember als Schlafbaum dient. Auf diesem Baum versammeln sich bis zu 500 Gelbhaubenkakadus.
Gelbhaubenkakadus sind tagaktive Vögel. Bei Sonnenaufgang verlassen sie unter lautem Geschrei ihre Schlafbäume und suchen dann in der Regel zunächst eine nah gelegene Wasserstelle auf. Sie fliegen dann zu den Nahrungsplätzen, von denen sie erst mit dem Einbruch der Abenddämmerung wieder zu ihren Schlafplätzen zurückkehren. Ihre Aktivitätsphase hat zwei Höhepunkte. Die morgendliche Nahrungsaufnahme wird unterbrochen, wenn die heißeste Zeit des Tages anbricht. Sie suchen dann Schutz im Kronendach der angrenzenden Bäume, dösen dort und widmen sich der Gefiederpflege. Am Nachmittag kehren sie zur Nahrungsaufnahme wieder auf den Boden zurück. In der Regel suchen sie erneut eine Wasserstelle auf, bevor sie sich wieder in ihren Schlafbäumen niederlassen.
Ähnlich wie Rosakakadus reagieren Gelbhaubenkakadus mit großer Erregung auf Regengüsse. Sie hängen sich dann häufig kopfüber in das Geäst und lassen sich unter Flügelschlagen und lautem Kreischen durchnässen. Bei starkem Wind zeigen sie außerdem auch eine spielerische Flugakrobatik, bei der sie sich von den Windböen mittragen lassen.

## Fortpflanzung
Wie die meisten Kakadus haben Gelbhaubenkakadus ein sehr einfaches Balzrepertoire. Die Männchen stolzieren mit aufgerichteter Haube und angespannter Körperhaltung auf einem Ast entlang auf das Weibchen zu. Dabei verbeugen sie sich in Richtung des Weibchens. Die Brutzeit ist variabel und abhängig von den klimatischen Bedingungen des jeweiligen Verbreitungsgebietes. Im Süden Australiens fällt sie in die Monate August bis Januar. Im Norden des Verbreitungsgebietes brüten Gelbhaubenkakadus in der Zeit von Mai bis September.
Gelbhaubenkakadus sind Höhlenbrüter. Sie nutzen als Brutbaum bevorzugt Eukalyptus, der nach Möglichkeit in Wassernähe steht. In einigen Regionen wie etwa am Ufer des Murray Rivers brüten Gelbhaubenkakadus auch in Höhlen in Steilwänden. Das Gelege besteht aus zwei, seltener drei Eiern. Die Nestunterlage in der Bruthöhlen sind kleine Holzstücke sowie Mulm. Die Brutdauer beträgt 27 Tage. Beide Geschlechter brüten. Die Jungen sind mit etwa zehn Wochen flügge.

## Systematik
Die Anzahl der Unterarten ist wie bei vielen anderen Papageienarten strittig. Hier wird der Aufteilung gefolgt, wie sie
Joseph M. Forshaw vorschlägt.
| Unterart                                  | Verbreitungsgebiet | Unterscheidungsmerkmale der einzelnen Unterarten |
| ----------------------------------------- | --- | --- |
| C. g. galerita, Nominatform               | Das Verbreitungsgebiet umfasst das östliche und südöstliche Australien. Es reicht vom Norden Queenslands bis nach Tasmanien und dem Südosten South Australias | Die Nominatform ist die größte Unterart. Der unbefiederte Augenring ist weiß. |
| C. g. queenslandica                       | Das Verbreitungsgebiet ist die Cape York-Halbinsel inklusive der küstennahen Inseln in der südlichen Torres Strait                                            | Die Unterart ist kleiner als die Nominatform. Der Schnabel ist breiter mit einem auffälligen Schnabelfirst. |
| Mathews-Gelbhaubenkakadu (C. g. fitzroyi) | Nördliches Australien von der Kimberley Division in Western Australia bis zum Fitzroy River sowie der Norden des Northern Territory                           | Bei dieser Unterart ist der Augenring hellblau. Der Schnabel ist breiter mit auffälligem First. Der unbefiederte Augenring ist bläulich weiß. Der Gelbanteil im Gefieder ist im Vergleich zur Nominatform verringert |

## Gelbhaubenkakadus und Mensch

### Gelbhaubenkakadus als Schädlinge

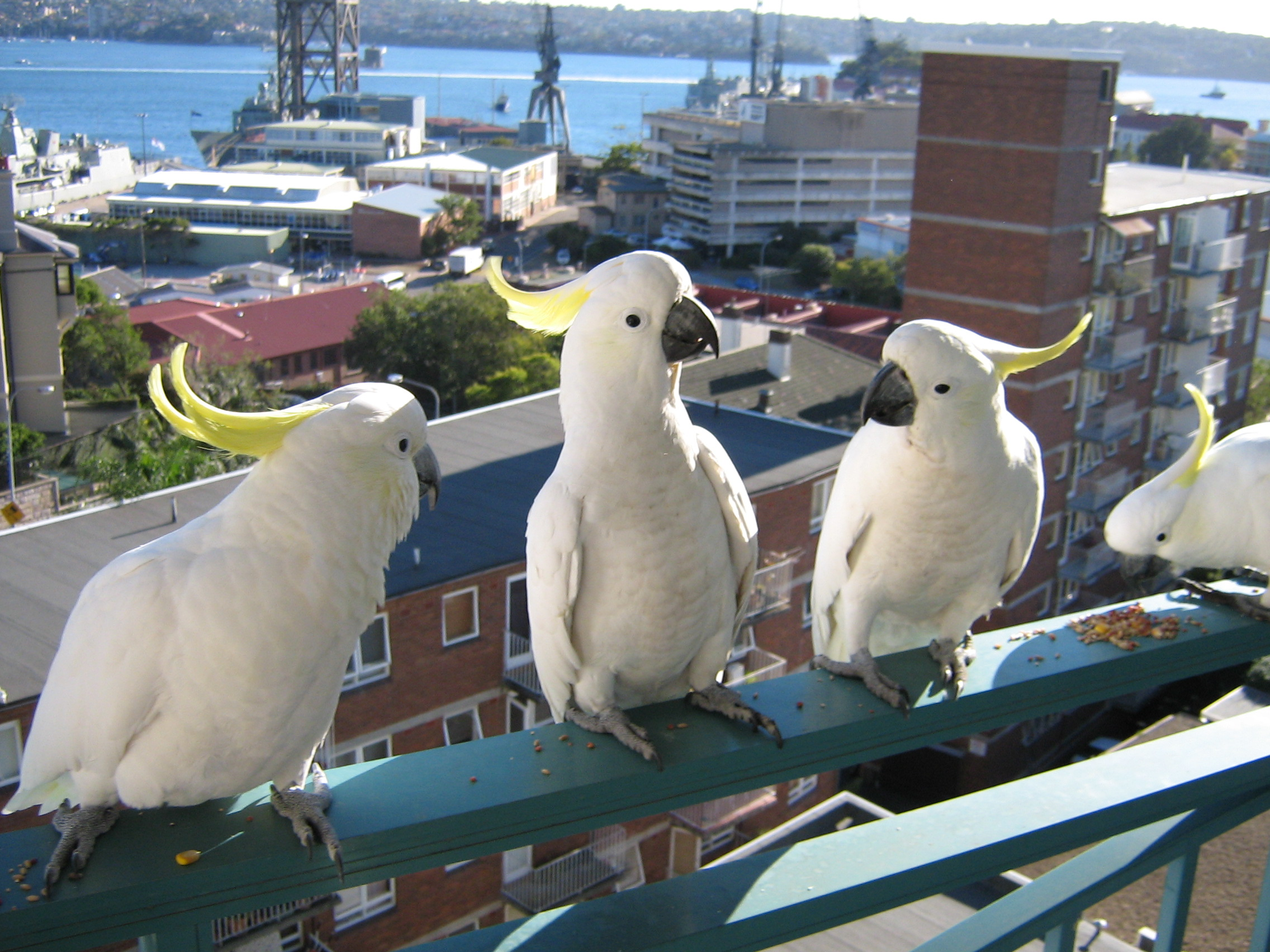
Freilebende Gelbhaubenkakadus können sehr zahm werden – hier auf einem Balkon in Sydney, wo sie regelmäßig gefüttert werden

Im Südwesten Australiens gibt es zwei verwilderte Populationen, die aus Gefangenschaftsflüchtlingen entstanden sind. Die Region wird landwirtschaftlich intensiv genutzt und daher auch als Weizengürtel bezeichnet. Gelbhaubenkakadus gelten ähnlich wie die Rosakakadus als Schädlinge, da sie auf landwirtschaftlich genutzten Flächen großen Schaden anrichten können. Gelbhaubenkakadus konkurrieren hier außerdem mit den hier endemischen und weit selteneren Kakadu-Arten wie dem Weißschwanz-Rabenkakadu und dem Langschnabel-Rabenkakadu um Nisthöhlen.
Die Population im Südwesten Australiens umfasst zwischen dreihundert und fünfhundert Individuen. Australische Behörden haben diese Populationen zum Abschuss und Fang freigegeben. Diese Maßnahme blieb jedoch bislang ohne Erfolg, so dass befürchtet wird, dass sich der Gelbhaubenkakadu hier weiter ausbreiten wird.
In anderen Regionen Australiens ist der Gelbhaubenkakadu eine geschützte Art. Landwirte erhalten allerdings gelegentlich Sondergenehmigungen zum Abschuss und Fang dieser Kakaduart, um Schäden auf landwirtschaftlichen Anbauflächen einzudämmen. Wie bei anderen Papageienarten können die Schäden beträchtlich sein. Ornithologen und Naturschützer verweisen jedoch darauf, dass Landwirte in stärkerem Maße ihre Anbauflächen unter Berücksichtigung der lokalen Avifauna betreiben müssen. Der Anbau von Ölsaaten beispielsweise in Regionen mit einer großen Populationsdichte an Gelbhaubenkakadus provoziert solche Schäden.

### Haltung in menschlicher Obhut
Generell sollte man sich die Anschaffung von Gelbhaubenkakadus sehr gut überlegen; denn eine natürliche und artgerechte Haltung ist in der Regel nur selten möglich. Einzelhaltung ist nicht artgerecht und in Deutschland und Österreich verboten. Gelbhaubenkakadus erreichen außerdem ein beträchtliches Lebensalter. Nachgewiesen ist, dass sie mehr als achtzig Jahre alt werden können.
Gelbhaubenkakadus sind sehr anpassungsfähig und benötigen viel Zuwendung und ausreichend Platz. Gelbhaubenkakadus sind sehr lernfähig, neugierig und können auf Grund ihres hoch entwickelten Sozial- und Gefühlslebens sehr anhänglich werden. Gelbhaubenkakadus sind allerdings auch sehr laute Vögel. Sie kreischen vor allem in den frühen Morgenstunden sehr laut. Sie haben außerdem eine hohe Nageneigung und können in Wohnungen beträchtlichen Schaden anrichten.
Als artgerechte Haltung gilt eine Unterbringung in einer großen Freiflugvoliere mit einem beheizten Raum. Handelsübliche Käfige mit einem Volumen von ca. 0,5 m³ sind für alle größeren Kakaduarten vollkommen ungeeignet, da sie dem natürlichen Bewegungsdrang der Tiere nicht gerecht werden. Als artgerecht gilt ausschließlich eine Volierenhaltung, in der die Kakadus auch unbeaufsichtigt fliegen können. Dem hohen Nagebedürfnis sollte Rechnung getragen werden, indem sie regelmäßig laubtragende Zweige bekommen.
Helmkakadus sind sehr anfällig für die Psittacine Beak and Feather Disease (PBFD; engl. für „Feder- und Schnabelkrankheit der Papageien“). Dies ist eine hoch ansteckende, nicht heilbare und oft tödlich ausgehende virale Infektion, die bei Papageienvögeln auftritt. Sie ist die häufigste Viruserkrankung bei Papageienvögeln in Deutschland und betrifft mittlerweile nicht mehr nur Großpapageien, sondern auch Wellensittiche und andere kleine Papageienvögel.
Der Erreger der PBFD ist das Beak and Feather disease virus (BFDV) aus der Virusgattung Circovirus. Es handelt sich dabei um kleine, 12–21 nm große, unbehüllte DNA-Viren. Circoviren sind sehr hoch ansteckend. Sie weisen eine hohe Tenazität in der Umwelt auf und werden nur durch wenige Desinfektionsmittel (z. B. Glutaraldehyd) sicher inaktiviert. Die Infektion erfolgt durch orale Aufnahme des Virus oder über eine aerogene Tröpfcheninfektion. Durch die hohe Tenazität ist auch die indirekte Übertragung durch unbelebte Vektoren (Käfigmobiliar, Kleidung, Krallenschere etc.) möglich. Die Inkubationszeit, also der Zeitraum von der Infektion bis zur eigentlichen Erkrankung, kann sich über Monate oder sogar Jahre hinwegziehen. Daher ist bei Tierzukäufen ein sehr hohes Risiko für eine Einschleppung der Erkrankung in eine Vogelhaltung gegeben.